# Ma Yunwen
Ma Yunwen, född 19 oktober 1986 i Shanghai, är en kinesisk volleybollspelare. Hon blev olympisk bronsmedaljör i volleyboll vid sommarspelen 2008 i Peking.